# Reichsbahn-Zentralamt

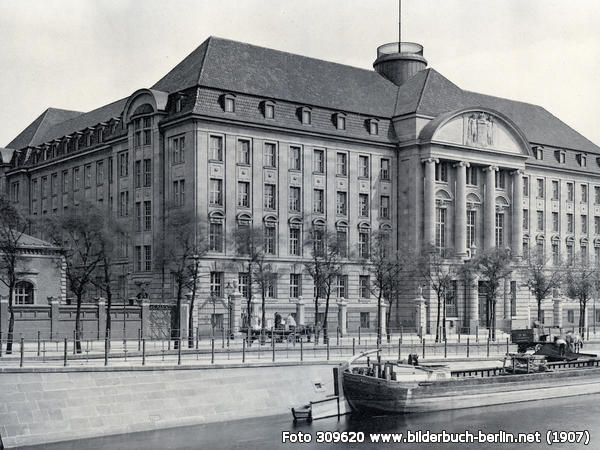
Berliner Dienstgebäude, im Vordergrund der Landwehrkanal

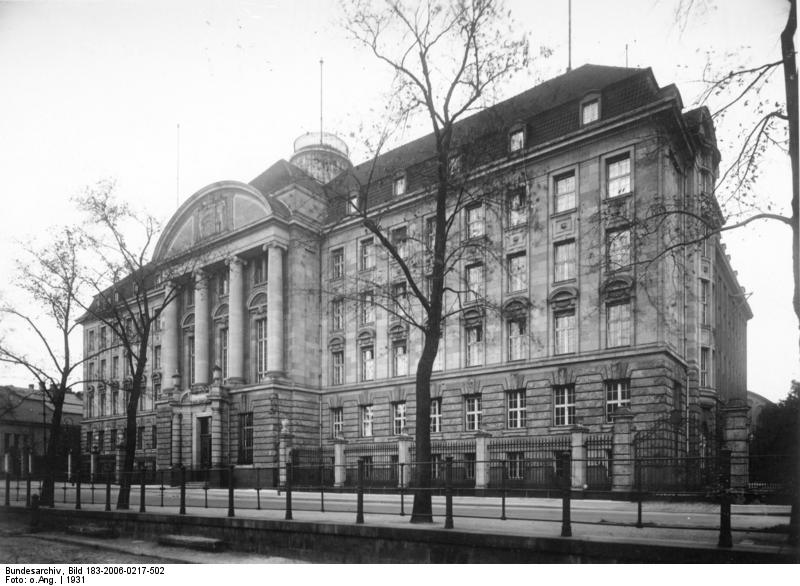
Berliner Dienstgebäude (1931)

Die Reichsbahn-Zentralämter (RZA) der Deutschen Reichsbahn in Berlin und München waren zuständig für zentrale Aufgaben auf den Gebieten der technischen Entwicklung (insbesondere der Fahrzeuge und des Oberbaus) und der Beschaffung, der Fortschreibung von allgemeinen Vorschriften auf dem Gebiet der Technik und des Rechnungswesens sowie der statistischen Dienste. Sie standen organisatorisch mit den Reichsbahndirektionen auf gleicher Stufe.

## Geschichte
Gegründet wurden die Zentralämter 1907 als Königlich Preußisches Eisenbahn-Zentralamt der Preußischen Staatseisenbahnen in Berlin und Zentrales Maschinen Konstruktionsamt der Königlich Bayerischen Staats-Eisenbahnen in München. Mit der Gründung der Deutschen Reichsbahn übernahm diese 1920 die Zentralämter, wobei das Zentralamt München bis 1933 im Rahmen der weitgehend selbständig agierenden Gruppenverwaltung Bayern als Zentrales Maschinen- und Bauamt firmierte. Nach der Auflösung der Gruppenverwaltung wurde es in Reichsbahn-Zentralamt München umbenannt.
1930 wurde das Reichsbahn-Zentralamt Berlin auf vier selbständige Ämter aufgeteilt. Diese Reichsbahn-Zentralämter für Bau- und Betriebstechnik, Einkauf, Maschinenbau und Rechnungswesen wurden im August 1936 jedoch wieder zusammengefasst. Direktor des vereinigten RZA wurde Curt Emmelius, der zuvor das RZA für Maschinenbau sowie kommissarisch das RZA für Einkauf (als Nachfolger des aus rassistischen Gründen entlassenen Ernst Spiro) geleitet hatte. 1945 wurde das RZA Berlin nach Göttingen verlegt und bis 1947 weiter von Emmelius geleitet.

## Nachfolge
Nach 1949 übernahmen die Bundesbahn-Zentralämter (BZA) in Minden (Westf.) (verlegt aus Göttingen) und München die Aufgaben der RZA. In der DDR wurden analoge Aufgaben vom Zentralen Forschungsinstitut des Verkehrswesens in Berlin und der VES-M Halle wahrgenommen.
Das nach 1945 verändert wiederaufgebaute Berliner Dienstgebäude am Landwehrkanal nahe dem Berlin Anhalter Bahnhof, Hallesches Ufer 74–76 (ursprünglich 35/36), war bis zu deren Auflösung Sitz der Verwaltungsstelle Berlin (VSt) der Deutschen Bundesbahn; diese war der Bundesbahndirektion Hamburg als Abteilung angegliedert.

## Wissenswert
1928 gab das Reichsbahn-Zentralamt Berlin ein Verzeichnis der im Reichsbahn-Filmarchiv enthaltenen Bildstreifen heraus, das alle dort vorgehaltenen Werbe- und Unterrichtsfilme verzeichnete.